# 旭川 (秋田市)
旭川（あさひかわ）は秋田県秋田市にある地域名。郵便番号は010-0831他。旭川清澄町、旭川新藤田西町、旭川新藤田東町、旭川南町で構成される。

## 地理
秋田市東部に位置する。北は添川、西は旭川を挟んで泉、南東は手形、東は新藤田に接する。住宅地が広がっており、南端を秋田県道233号土崎港秋田線、東端を秋田県道15号秋田八郎潟線が走っている。

### 河川
- 旭川

## 歴史
- 1889年（明治22年）4月1日 - 町村制施行に伴い新藤田村・添川村・濁川村・山内村・仁別村が合併し上旭川村となる。
- 1892年（明治25年）8月1日 - 上旭川村と下旭川村が統合され旭川村が発足。
- 1933年（昭和8年）3月14日 - 旭川村が秋田市に編入される。
- 1980年（昭和55年）4月1日 - 住居表示実施に伴い新藤田・濁川・手形の一部地域が旭川として独立。

### 町名の変遷
| 実施後                                        | 実施年月日     | 実施前（各字名ともその一部）                 |
| --------------------------------------------- | -------------- | -------------------------------------------- |
| 旭川清澄町 あさひかわきよすみまち             | 昭和55年4月1日 | 新藤田字上川原 しんとうだ あざかみかわら     |
| 旭川清澄町 あさひかわきよすみまち             | 昭和55年4月1日 | 新藤田字三十刈 しんとうだ あざさんじゅうがり |
| 旭川清澄町 あさひかわきよすみまち             | 昭和55年4月1日 | 濁川字草刈場 にごりかわ あざくさかりば       |
| 旭川新藤田西町 あさひかわしんとうだにしまち   | 昭和55年4月1日 | 新藤田字上川原 しんとうだ あざかみかわら     |
| 旭川新藤田西町 あさひかわしんとうだにしまち   | 昭和55年4月1日 | 新藤田字三十刈 しんとうだ あざさんじゅうがり |
| 旭川新藤田西町 あさひかわしんとうだにしまち   | 昭和55年4月1日 | 新藤田字机田 しんとうだ あざつくえでん       |
| 旭川新藤田西町 あさひかわしんとうだにしまち   | 昭和55年4月1日 | 濁川字草刈場 にごりかわ あざくさかりば       |
| 旭川新藤田東町 あさひかわしんとうだひがしまち | 昭和55年4月1日 | 新藤田字大所 しんとうだ あざおおどころ       |
| 旭川新藤田東町 あさひかわしんとうだひがしまち | 昭和55年4月1日 | 新藤田字三十刈 しんとうだ あざさんじゅうがり |
| 旭川新藤田東町 あさひかわしんとうだひがしまち | 昭和55年4月1日 | 新藤田字机田 しんとうだ あざつくえでん       |
| 旭川新藤田東町 あさひかわしんとうだひがしまち | 昭和55年4月1日 | 新藤田字高梨台 しんとうだ あざたかなしだい   |
| 旭川南町 あさひかわみなみまち                 | 昭和55年4月1日 | 新藤田字大所 しんとうだ あざおおどころ       |
| 旭川南町 あさひかわみなみまち                 | 昭和55年4月1日 | 新藤田字儘ノ下 しんとうだ あざままのした     |
| 旭川南町 あさひかわみなみまち                 | 昭和55年4月1日 | 手形字扇田 てがた あざおうぎだ               |
| 旭川南町 あさひかわみなみまち                 | 昭和55年4月1日 | 手形字上川原 てがた あざかみかわら           |

## 施設
- 如斯亭庭園
- 旭川街区公園
- 秋田新藤田郵便局

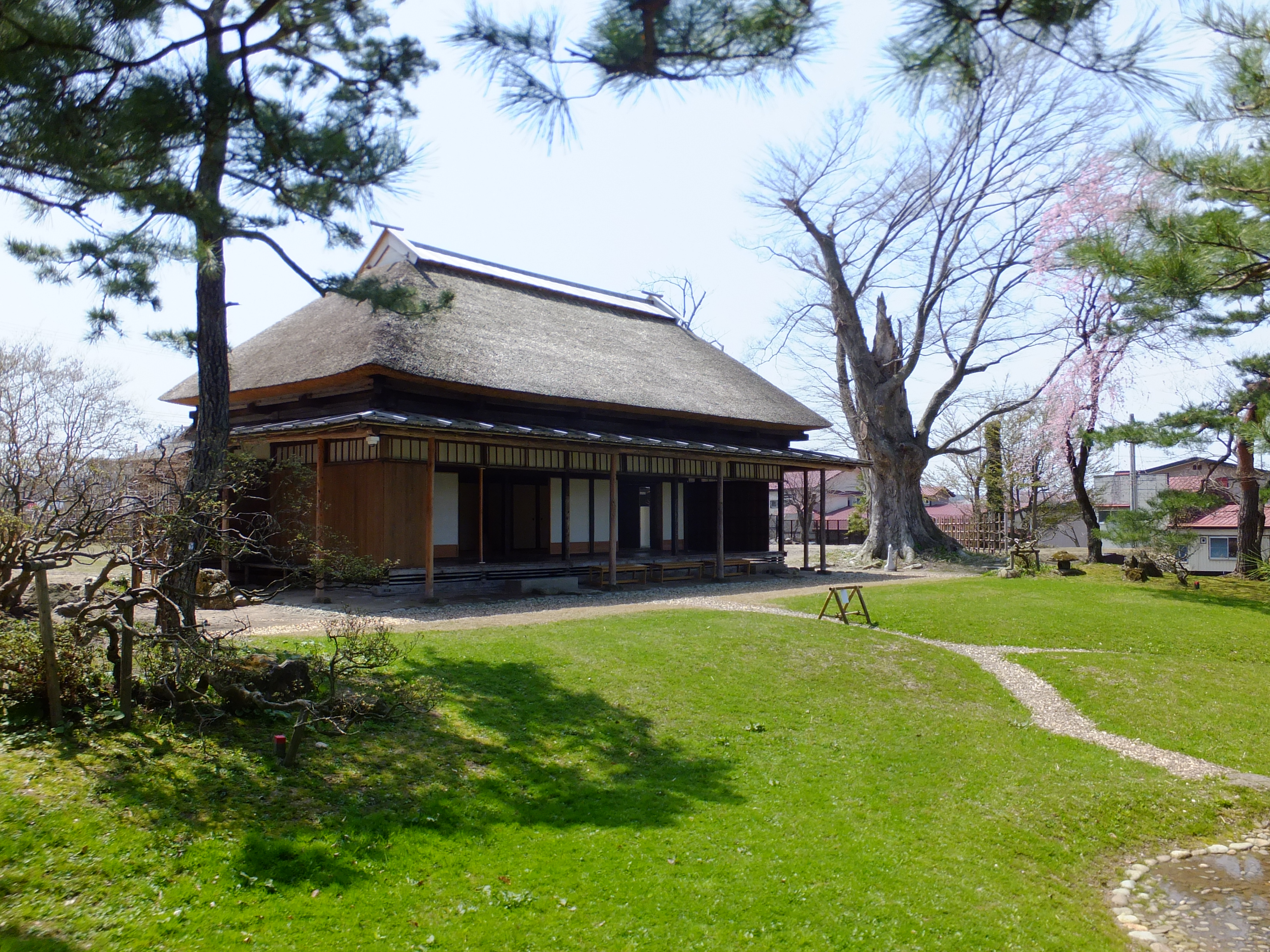
旧秋田藩主佐竹氏別邸（如斯亭）
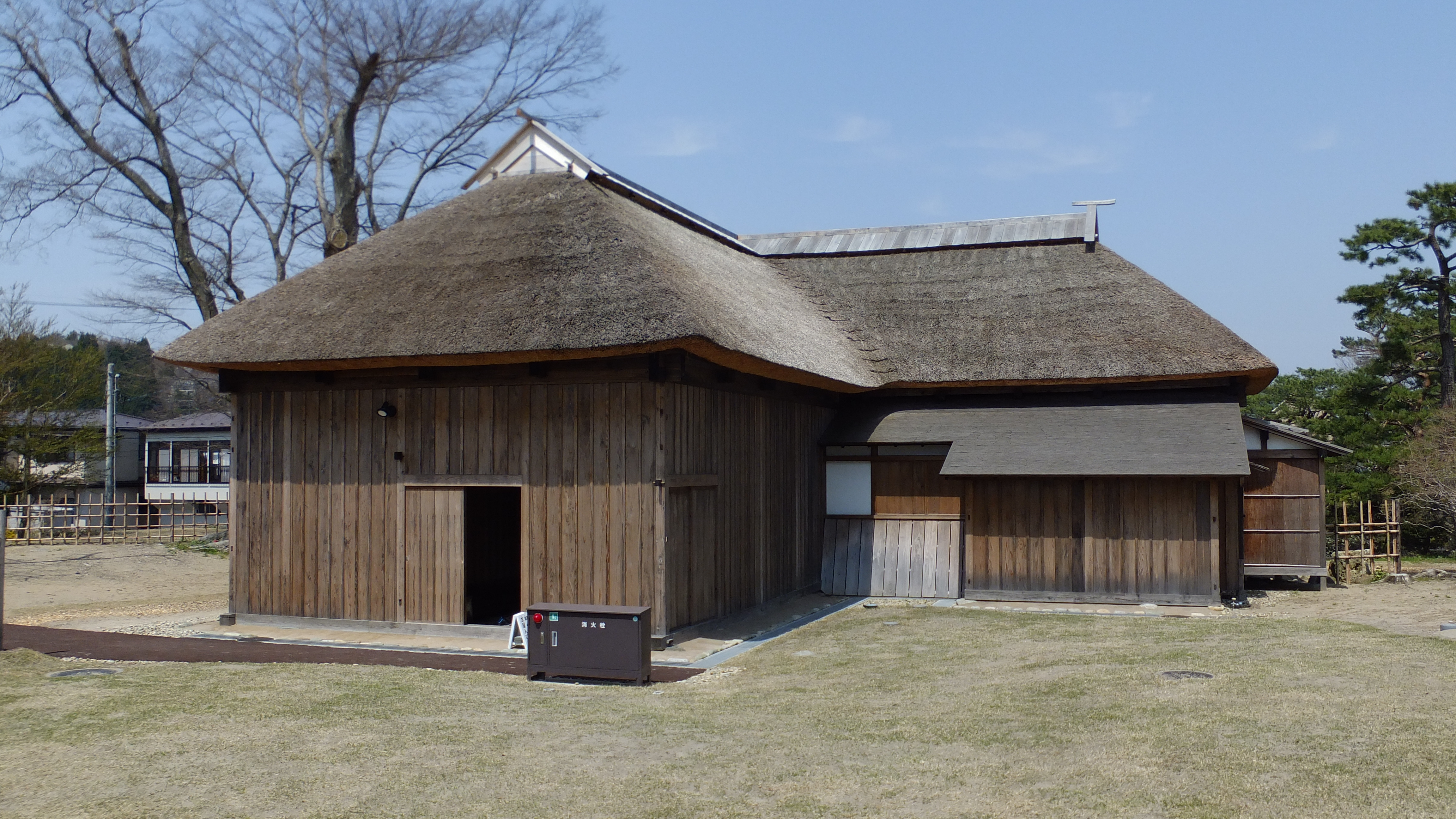
旧秋田藩主佐竹氏別邸（如斯亭）
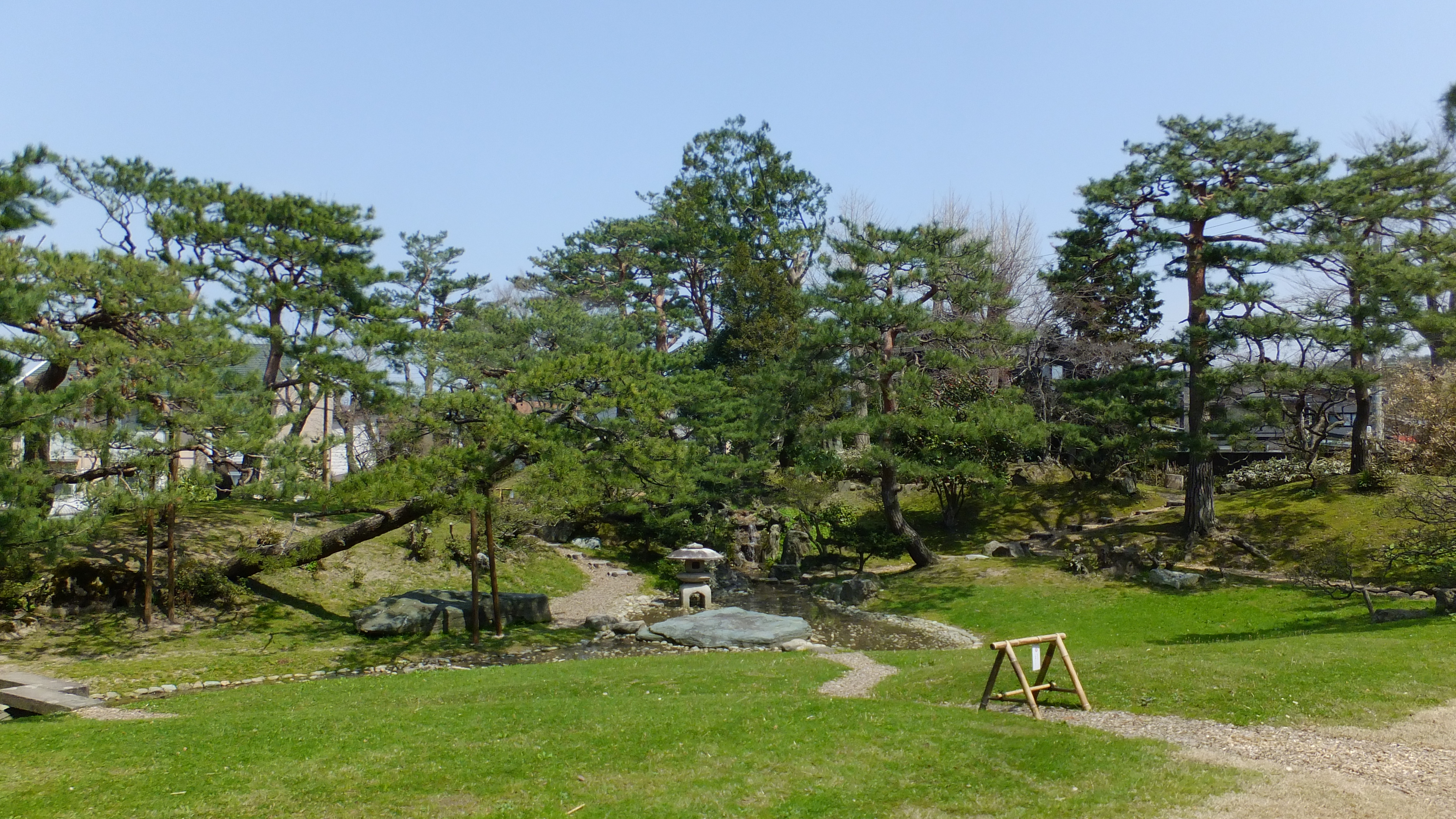
旧秋田藩主佐竹氏別邸（如斯亭）

## 教育
当地に小中学校は存在しない。秋田市立旭川小学校、秋田市立秋田東中学校の学区となっている。

## 交通

### 鉄道
地区内に鉄道は通っていない。最寄り駅は泉菅野にあるJR東日本奥羽本線の泉外旭川駅。

### バス
- 秋田中央交通
  - 系統350｜仁別リゾート公園線（臨海営業所・クアドーム・ザ・ブーン発着）
  - 系統351｜仁別リゾート公園線（秋田駅西口・クアドーム・ザ・ブーン発着）
  - 系統352｜仁別リゾート公園線（臨海営業所・森林学習館前発着） - 平日のみ
  - 系統353｜仁別リゾート公園線（秋田駅西口・森林学習館前発着）
  - 系統360｜秋田温泉線（秋田駅西口経由） - 平日のみ
  - 系統361｜秋田温泉線（秋田駅西口発着）
  - 系統362｜秋田温泉線（秋田高校入口経由） - 平日のみ
  - 系統363｜秋田温泉線（蓬田上丁発臨海営業所行） - 平日のみ
    - （古城苑入口） - 旭川団地前 - 新藤田 - 旭川小学校前 - 扇田 - （からみでん）

### 道路
- 秋田県道15号秋田八郎潟線
- 秋田県道233号土崎港秋田線
  - 旭川橋

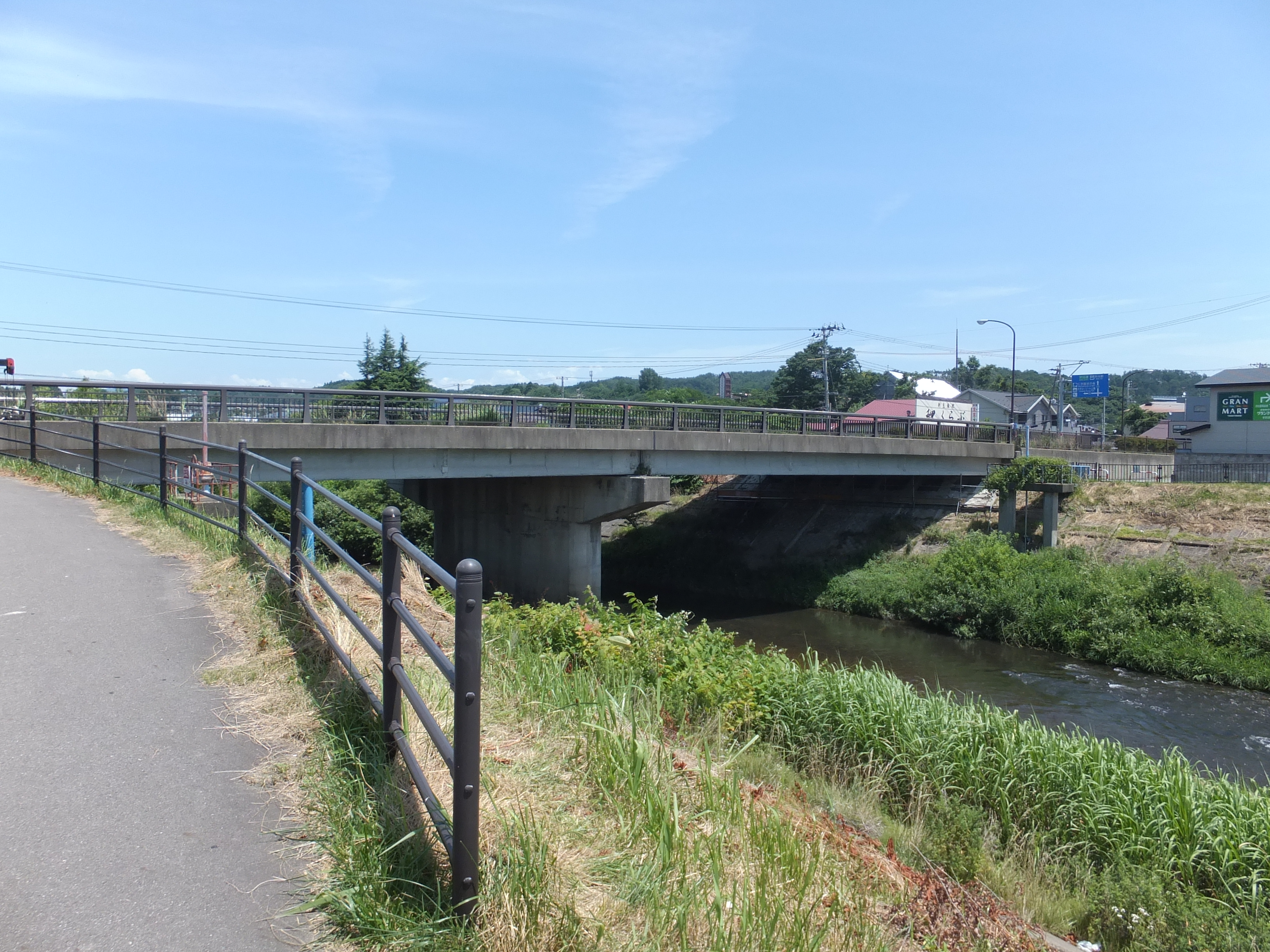
旭川橋